# Dia Internacional de la Consciència
El Dia Internacional de la Consciència és un dia internacional de concienciació, que se celebra el 5 d'abril dcommemorant la importància de la consciència humana.
El 25 de juliol de 2019 l'Assemblea General de les Nacions Unides, a través de la Resolució 73/329, declarà el 5 d'abril el Dia Internacional de la Consciència, amb l'objectiu de mobilitzar periòdicament els esforços de la comunitat internacional per tal de promoure la pau, la tolerància, la inclusió, la comprensió i la solidaritat, per tal de forjar un món sostenible de pau, solidaritat i harmonia. El primer Dia Internacional de la Consciència es va celebrar el 5 d'abril de 2020.